# Xã Glenwood, Quận Gage, Nebraska
Xã Glenwood (tiếng Anh: Glenwood Township) là một xã thuộc quận Gage, tiểu bang Nebraska, Hoa Kỳ. Năm 2010, dân số của xã này là 222 người.